# 相世芳
相世芳（？—？年），山西平阳府安邑縣人，民籍。明朝政治人物。

## 生平
正德五年（1510年），相世芳登庚午科山西乡试舉人，九年（1514年）甲戌科三甲第二百四十名進士，授刑部主事，历官刑部郎中，嘉靖三年（1524年）七月在左順門事件中被逮入诏狱，贬戍陕西延安充军。十六年二月被赦返。隆庆初，追赠太常寺少卿。

## 家族
父相希夔。子相邦教，万历二十二年甲午科举人，官濮州知州。